# オーバー・エベレスト 陰謀の氷壁
『オーバー・エベレスト 陰謀の氷壁』（オーバー・エベレスト いんぼうのひょうへき、中国語: 冰峰暴、英語: Wings Over Everest）は、2019年公開の日中合作映画。
ユー・フェイの映画監督としての初作品。監督は2016年10月1日にヒマラヤ山脈のマナスルに登頂。

## キャスト
※括弧内は日本語吹き替え。
- ジアン・ユエシュン（姜月晟） - 役所広司（役所広司）
- シャオタイズ（小袋子） - チャン・ジンチュー（沢城みゆき）
- ハン・ミンシャン（韓敏勝） - リン・ボーホン（中国語版）（宮野真守）
- ヴィクター・ホーク - ビクター・ウェブスター（神尾佑）
- ジェームス - ノア・ダンビー（英語版）（山野井仁）
- マーカス・ホーク - グラハム・シールズ（俊藤光利）
- スヤ - ババック・ハーキー（高木渉）
- タシ - プブツニン（細貝光司）

## スタッフ
- 監督・脚本 - ユー・フェイ
- 製作総指揮 - テレンス・チャン（英語版）
- 撮影 - ライ・イウファイ
- 美術 - パク・イルヒョン、チー・セバク
- 編集 - デビッド・リチャードソン、ジョーダン・ディーセルバーグ、ゾア・ジュイン
- 音楽 - 川井憲次
- 日本語字幕 - 半田典子
- 日本語吹替 - 池田美紀

## 主題歌
- 中国版および日本語字幕版 - 『冰之翼』alan（作詞：ユー・フェイ、作曲：譚伊哲）[6][7]
- 日本語吹き替え版 - 『氷の翼』GLAY（作詞・作曲：TAKURO）

## 関連商品
- 『「オーバー・エベレスト 陰謀の氷壁」オリジナル・サウンドトラック』（川井憲次）
- 『オーバー・エベレスト 陰謀の氷壁』（著者：嶋中潤、ISBN 4408555398） - ノベライズ